# Toi Toi Cup 2021-2022
Navigation
2020-2021 2022-2023
La Toi Toi Cup 2021-2022 a lieu du 28 septembre 2021 à Mladá Boleslav au 11 décembre 2021 à Jičín. Elle comprend six manches qui font toutes partie du calendrier de la saison de cyclo-cross masculine 2021-2022.

## Barème
Les 30 premiers de chaque course marquent des points pour le classement général suivant le tableau suivant :
| Position           | 1er | 2e | 3e | 4e | 5e | 6e | 7e | 8e | 9e | 10e | 11e | 12e | 13e | 14e | 15e | 16e | 17e | 18e | 19e | 20e | 21e | 22e | 23e | 24e | 25e | 26e | 27e | 28e | 29e | 30e |
| Classement général | 30  | 29 | 28 | 27 | 26 | 25 | 24 | 23 | 22 | 21  | 20  | 19  | 18  | 17  | 16  | 15  | 14  | 13  | 12  | 11  | 10  | 9   | 8   | 7   | 6   | 5   | 4   | 3   | 2   | 1   |

## Calendrier
| # | Date         | Course             |
| - | ------------ | ------------------ |
| 1 | 28 septembre | Mladá Boleslav     |
| 2 | 2 octobre    | Hlinsko            |
| 3 | 9 octobre    | Slaný              |
| 4 | 16 octobre   | Rýmařov            |
| 5 | 17 novembre  | Veselí nad Lužnicí |
| 6 | 11 décembre  | Jičín              |

## Hommes élites

### Résultats
| # | Date         | Lieu               | Vainqueur     | Deuxième       | Troisième      | Leader du classement général |
| - | ------------ | ------------------ | ------------- | -------------- | -------------- | ---------------------------- |
| 1 | 28 septembre | Mladá Boleslav     | Michael Boroš | Lander Loockx  | Ward Huybs     | Michael Boroš                |
| 2 | 2 octobre    | Hlinsko            | Marek Konwa   | Michael Boroš  | Tomáš Paprstka | Michael Boroš                |
| 3 | 9 octobre    | Slaný              | Michael Boroš | Matěj Stránský | Tomáš Paprstka | Michael Boroš                |
| 4 | 16 octobre   | Rýmařov            | Michael Boroš | Marek Konwa    | Šimon Vaníček  | Michael Boroš                |
| 5 | 17 novembre  | Veselí nad Lužnicí | Michael Boroš | Marek Konwa    | Tomáš Paprstka | Michael Boroš                |
| 6 | 11 décembre  | Jičín              | Michael Boroš | Matěj Stránský | Tomáš Paprstka | Michael Boroš                |

### Classement général
| Pos | Coureur        | Points |
| --- | -------------- | ------ |
| 1   | Michael Boroš  | 299    |
| 2   | Marek Konwa    | 284    |
| 3   | Tomáš Paprstka | 279    |
| 4   | Matěj Stránský | 277    |
| 5   | Šimon Vaníček  | 260    |
| 6   | Jakub Říman    | 250    |
| 7   | Pavel Jindřich | 249    |
| 8   | Robert Hula    | 205    |
| 9   | Lubomír Petruš | 204    |
| 10  | Daniel Mayer   | 194    |

## Femmes élites

### Résultats
| # | Date         | Lieu               | Vainqueur         | Deuxième            | Troisième         | Leader du classement général |
| - | ------------ | ------------------ | ----------------- | ------------------- | ----------------- | ---------------------------- |
| 1 | 28 septembre | Mladá Boleslav     | Pavla Havlíková   | Karolína Bedrníková | Suzanne Verhoeven | Pavla Havlíková              |
| 2 | 2 octobre    | Hlinsko            | Kristýna Zemanová | Karolína Bedrníková | Laura Verdonschot | Karolína Bedrníková          |
| 3 | 9 octobre    | Slaný              | Kristýna Zemanová | Jana Czeczinkarová  | Anne Terpstra     | Kristýna Zemanová            |
| 4 | 16 octobre   | Rýmařov            | Kristýna Zemanová | Joyce Vanderbeken   | Pavla Havlíková   | Kristýna Zemanová            |
| 5 | 17 novembre  | Veselí nad Lužnicí | Kristýna Zemanová | Raylyn Nuss         | Pavla Havlíková   | Kristýna Zemanová            |
| 6 | 11 décembre  | Jičín              | Judith Krahl      | Nikola Bajgerová    | Tereza Vaníčková  | Kristýna Zemanová            |

### Classement général
| Pos | Coureuse            | Points |
| --- | ------------------- | ------ |
| 1   | Kristýna Zemanová   | 294    |
| 2   | Pavla Havlíková     | 286    |
| 3   | Karla Štěpánová     | 270    |
| 4   | Tereza Vaníčková    | 269    |
| 5   | Malgorzata Mazurek  | 242    |
| 6   | Eliška Drbohlavová  | 237    |
| 7   | Denisa Bravencová   | 231    |
| 8   | Karolína Bedrníková | 187    |
| 9   | Nadja Heigl         | 174    |
| 10  | Martina Bartošová   | 148    |